# Skagershults distrikt
Skagershults distrikt är ett distrikt i Laxå kommun och Örebro län. Distriktet ligger omkring Hasselfors i västra Närke.

## Tidigare administrativ tillhörighet
Distriktet inrättades 2016 och utgörs av en del av området som Laxå köping utgjorde till 1971, delen som före 1967 utgjorde Skagershults socken.
Området motsvarar den omfattning Skagershults församling hade vid årsskiftet 1999/2000.

## Tätorter och småorter
I Skagershults distrikt finns en tätort men inga småorter.

### Tätorter
- Hasselfors